# José Santamaría
José Emilio Santamaría (Montevideo, 31 juli 1929) is een Uruguayaans-Spaans voormalig profvoetballer en voetbaltrainer. Hij wordt door velen beschouwd als een van de beste centrale verdedigers ooit. Hij is een van de weinige voetballers die voor twee verschillende nationale elftallen uitkwam.

## Carrière
Santamaría werd in Montevideo geboren als zoon van Spaanse ouders en begon zijn professionele carrière bij Club Nacional uit zijn geboorteplaats. Hij werd opgeroepen voor het WK 1950, maar hij mocht niet meedoen van zijn club, omdat zij vonden dat Santamaría een verdediger was en het nationale team wilde hem gebruiken als aanvaller.
Vier jaar later was Santamaría wel van de partij in Zwitserland. Uruguay haalde de halve finale en verloor daarin van Hongarije. In de troostfinale werd ook de strijd om de derde plaats verloren van Oostenrijk.
Tijdens het WK 1954 had Santamaría de interesse van Real Madrid gewekt. In 1957 maakte hij een transfer naar, op dat moment, het beste clubteam van de wereld. In de jaren die volgden won Santamaría met Real Madrid alles wat hij kon winnen: vier keer de Europacup I, een keer de wereldbeker voor clubteams, vijf keer de Primera División en een keer de Copa del Generalísimo.
Santamaría koos ervoor om uit te komen voor het nationale elftal van Spanje en speelde met dat land zijn tweede WK. Dit keer ging het echter veel minder goed dan in 1954 met Uruguay. Spanje kwam niet verder dan de groepsfase en Santamaría mocht de laatste wedstrijd niet eens meedoen.
Een aantal jaar later was Santamaría nog bondscoach van Spanje. In 1982 kwam hij tot de tweede ronde van het WK.

## Erelijst
Club Nacional
- Primera División: 1950, 1952, 1955, 1956, 1957

 Real Madrid
- Europacup I: 1957/58, 1958/59, 1959/60, 1965/66
- Wereldbeker voor clubteams: 1960
- Primera División: 1957/58, 1960/61, 1961/62, 1962/63, 1963/64
- Copa del Generalísimo: 1961/62